# Koororgel
Een koororgel is een pijporgel dat in de nabijheid van een koor (vaak een kerkkoor) wordt geplaatst of dat zich in het koor van het kerkgebouw bevindt. Het koororgel wordt onderscheiden van het hoofdorgel, dat zich vaak in de hoogte bevindt op een doksaal, galerij of als zwaluwnestorgel. 
Een koororgel kan zowel een groter vaststaand orgel of een kleiner verrijdbaar orgel (zoals het kistorgel) zijn.